# WASP-4b

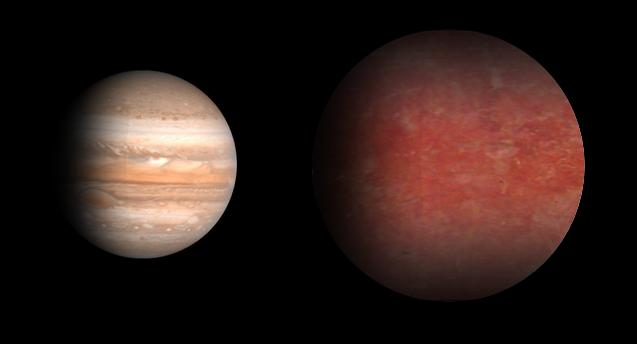
Comparação entre Júpiter e WASP-4b

WASP-4b é umplaneta extrasolar aproximadamente 1.000 anos-luz de distância na constelação de Phoenix. O planeta foi descoberto orbitando a estrela WASP-4 em outubro de 2007. A massa e raio do planeta indicam que é um gigante gasoso, semelhante a Júpiter. WASP-4b está perto o suficiente da sua estrela para ser classificado como um Júpiter quente e tem uma temperatura atmosférica de aproximadamente 1650 K.
O planeta foi a descoberta pelo projeto SuperWASP usando câmeras na África do Sul. Após a sua descoberta, a massa da WASP-4b foi determinada pela medição da velocidade radial, o que confirmou que o objecto que causou o trânsito era um planeta. 